# Tablas de San Andrés

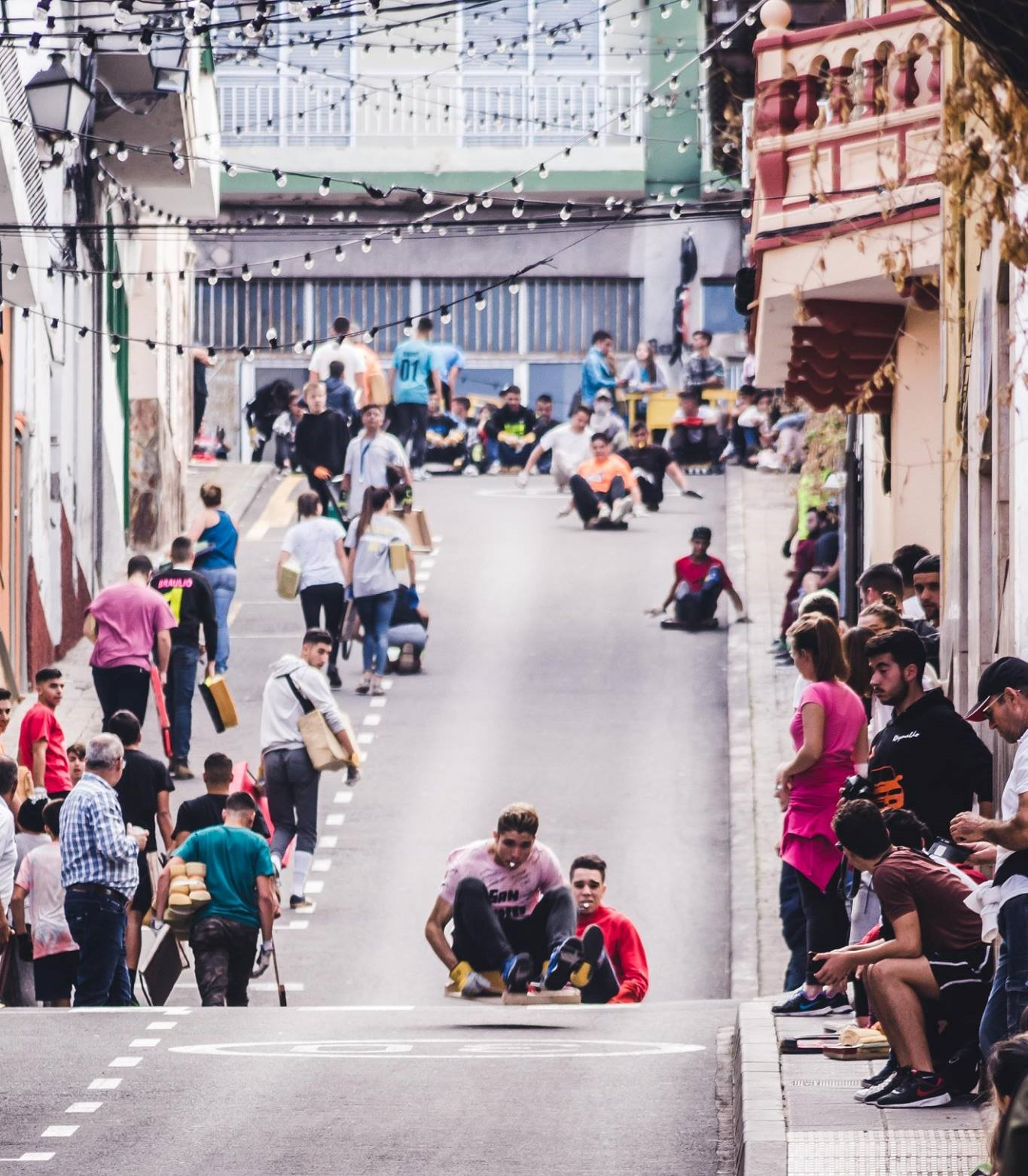
Momento de la celebración festiva.

Las Tablas de San Andrés es una tradición característica del municipio de Icod de los Vinos y La Guancha en la isla de Tenerife, Canarias, que se celebra los dos últimos días de noviembre, coincidiendo con el día de San Andrés.
En la víspera del día de San Andrés los lugareños se deslizan por algunas de las calles más empinadas (San Antonio, El Plano, Hércules...) con unas tablas de madera, confeccionadas también con baquelita, metacrilato o fibra para alcanzar mayores velocidades.
No tiene ningún origen religioso y toma su nombre de la coincidencia de fechas.

## Historia
Esta tradición proviene de los transportes de maderas de un aserradero que vivía en Icod, concretamente en la zona alta del pueblo, a mediados del siglo XVI. Esta festividad también coincide con la producción del primer vino de la temporada, a finales del mes de noviembre.

### Icod de los Vinos
Según se ha constatado en el municipio de Icod de los Vinos, donde la celebración es más sonada, se trata de una tradición que surgió a partir del traslado de la madera desde los montes del municipio hasta la costa para la confección y mantenimiento de barricas, barcos, entre otros, pasando por San Antonio  (lugar de origen de la celebración) y la calle Hércules.
Sin embargo, la tradición más conocida e importante es en la calle "del plano", siendo una fiesta visitada por numerosos curiosos de los municipios cercanos y que atrae al turismo que se encuentra de vacaciones en el norte de la isla. Días de festividad que coincide con el estreno del nuevo vino de la comarca acompañado de castañas asadas.

### La Guancha
En La Guancha la característica principal es que la calle por donde se deslizan, además está en curva, lo que añade más dificultad a la bajada.